# Teresio Maria Carlo Vittorio Ferrero della Marmora
Teresio Maria Carlo Vittorio Ferrero della Marmora (ur. 15 albo 16 października 1757 w Turynie, zm. 30 albo 31 grudnia 1831 tamże) – włoski kardynał.

## Życiorys
Urodził się 15 albo 16 października 1757 roku w Turynie, jako syn Ignazia Ferrera della Marmora i Cristiny San Martino d'Agliè. Studiował na Uniwersytecie Turyńskim, gdzie uzyskał doktorat utroque iure. 9 czerwca 1781 roku przyjął święcenia kapłańskie. 27 czerwca 1796 roku został biskupem Casale Monferrato, a tydzień później przyjął sakrę. Podczas francuskiej okupacji Rzymu, Ferrero został pojmany i uwięziony w Alessandrii, jednak wkrótce później go uwolniono. W 1803 roku zrezygnował z zarządzania diecezją. W 1805 roku został biskupem Saluzzo. Pomimo że był przeciwny władzy Napoleona, cesarz mianował go kawalerem Legii Honorowej. W 1824 roku zrezygnował z zarządzania diecezją. 27 września 1824 roku został kreowany kardynałem prezbiterem, jednak nie otrzymał kościoła tytularnego. Zmarł 30 albo 31 grudnia 1831 roku w Turynie.